# Soragna
Soragna (en dialecte parmesan Soràgna) est une commune italienne de la province de Parme, dans la région Émilie-Romagne. Soragna se trouve à 28 kilomètres de Parme et à 9 kilomètres de Fidenza.

## Géographie
Soragna est une commune de la Bassa parmense.

## Histoire
En 1347, l'empereur Charles IV a confirmé les Meli Lupi, seigneurs de Soragna, dans leur titre de marquis, en récompense de leur loyauté indéfectible dans la querelle qui l'opposait au pape. Depuis lors, les relations avec les puissants Habsbourg ont toujours été excellentes. En 1709, le marquis Giampaolo reçut même de l'empereur Joseph Ier en personne, le titre de prince du Saint-Empire et de comte palatin pour lui et toute sa descendance.

## Économie

### Monuments et patrimoine

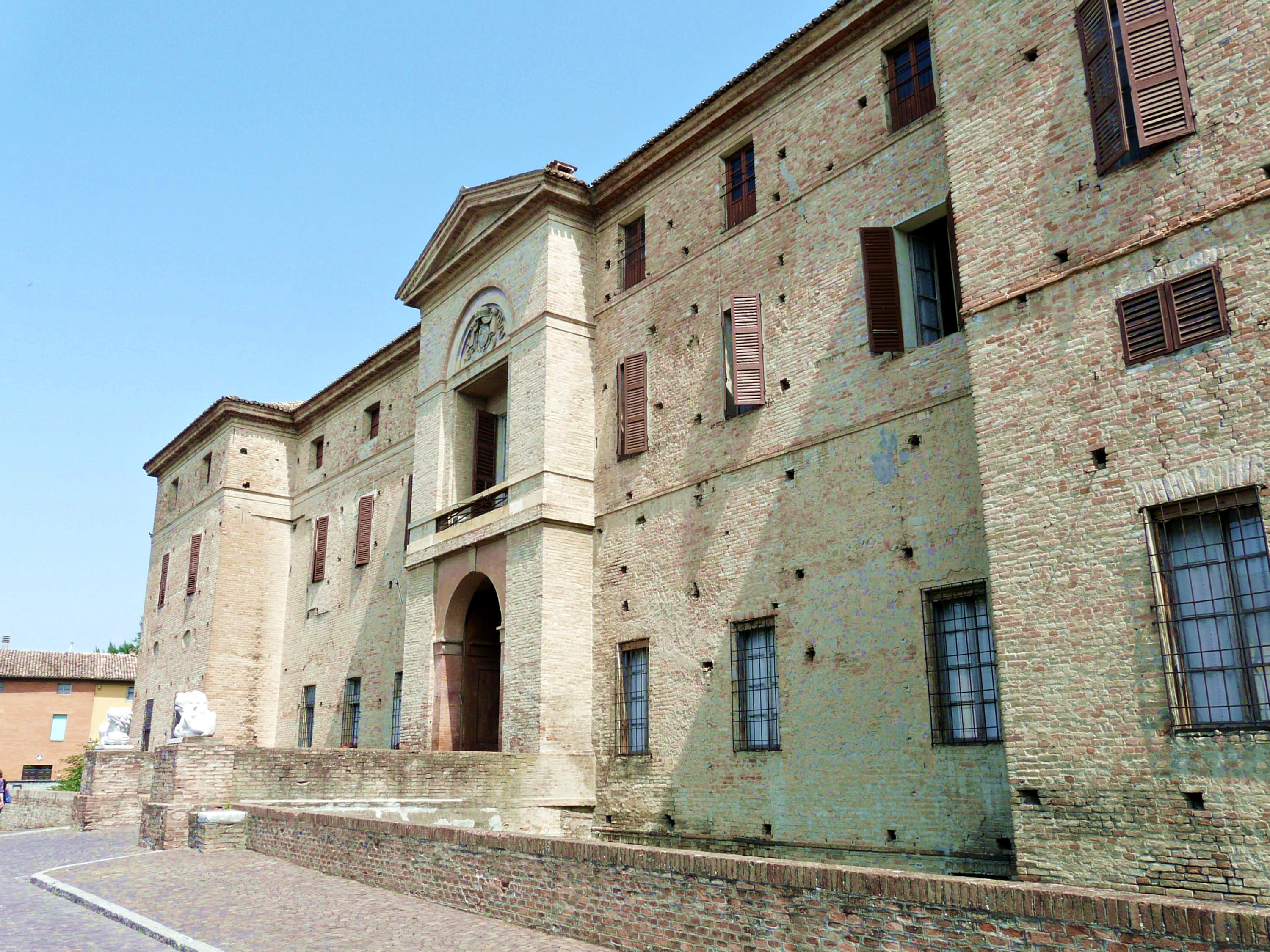
Rocca dei Meli Lupi

- Dans le centre historique il y a le château Meli Lupi (XIVe siècle), où habitent leurs héritiers. Avec le temps, la construction s'est transformée pour passer d'une fortification défensive en raison des constantes attaques en un vrai palais. Actuellement, le prince et sa famille, habitent dans la plus grande partie du palais et le public peut visiter une partie du château. De nombreux stucs et sculptures y sont conservés en parfait état. Deux lions de granit gardent l'entrée principale. On y trouve également des fresques de Nicolò dell'Abbate : Lapin et Léopard et Dromadaire et Licorne datant de 1543[2].

- À proximité la mairie et l'église de San Giacomo (XVIIIe siècle).
- À proximité, on trouve une étrange construction circulaire du XIVe siècle, le musée du parmesan (Parmigiano Reggiano) où on peut découvrir les procédés pour l'élaboration du fromage,
- Le musée de la Civiltà Contadina qui contient nombre d'objets de la vie rurale
- À proximité de mairie, se trouve une Synagogue, l'office du tourisme, la place Garibaldi et l'oratoire de Sant'Antonio.

## Administration
| Période                                  | Période  | Identité                | Étiquette                     | Qualité |
| ---------------------------------------- | -------- | ----------------------- | ----------------------------- | ------- |
| 28/05/2006                               | En cours | Rag. Giovanni Cattenati | Centre gauche (Liste Civique) | maire   |
| Les données manquantes sont à compléter. |          |                         |                               |         |

### Hameaux
Carzeto, Castellina, Diolo, Samboseto

### Communes limitrophes
Busseto, Fidenza, Fontanellato, Polesine Zibello, Roccabianca, San Secondo Parmense

### Jumelages
- Banska Stiavhich (Slovaquie)